# Harris Wofford
Harris Wofford (New York, 1926. április 9. – Washington, 2019. január 21.) az Amerikai Egyesült Államok szenátora (Pennsylvania, 1991–1995).